# Закон Ярової
Закон Ярової (також пакет Ярової або пакет Ярової-Озерова) — російські законопроєкти, ухвалені в липні 2016 року і декларовані їх авторами як такі, що мають антитерористичну спрямованість. У ЗМІ та громадських дискусіях закони стали називати ім'ям одного з його авторів — Ірини Ярової. Закони фактично обмежили права людини в Росії. 
Пакет складається з двох федеральних законів:
- Федеральний закон від 6 липня 2016 р № 374-ФЗ «Про внесення змін до Федерального закону Про протидію тероризму й окремі законодавчі акти Російської Федерації в частині встановлення додаткових заходів протидії тероризму і забезпечення громадської безпеки»;
- Федеральний закон від 6 липня 2016 р № 375-ФЗ «Про внесення змін до Кримінального кодексу Російської Федерації та Кримінально-процесуальний кодекс Російської Федерації в частині встановлення додаткових заходів протидії тероризму та забезпечення громадської безпеки».

Поправки, внесені цим набором доповнень до російського законодавства, умовно поділяють на:
- Розширення повноважень правоохоронних органів;
- Вимоги до операторів зв'язку й інтернет-проєктів;
- Вимоги до перевізників і операторів поштового зв'язку;
- Посилення регулювання релігійно-місіонерської діяльності.